# Стрёмфельд, Отто Рейнхольд
Отто Рейнхольд Стрёмфельт (15 января 1679 года — 3 апреля 1746 года) — шведский чиновник и политик.

## Биография
Отто Стрёмфельд был сыном губернатора Лифляндии Густава Стрёмфельда и его жены Кристины Элисбет Таубе из Карлё. После изучения права в Университете Дерпта, он сопровождал посла Карла Бонда на Конгрессе мира в Рейсвейке в 1697 году, а затем в 1698 году отбыл с миссией в Англию.
В 1700 году Стрёмфельд был нанят в качестве экстраординарного канцлера в Национальном архиве. В 1701 году он был назначен асессором в национальном суде Дерпта. В 1704 году он стал оценщиком в Ливлендском суде.
В 1712 году Стремфельт был законоговорителем на Готланд, в 1718 году был назначен законоговорителем в округ Кальмар. На риксдаге в 1719 году Стремфельт был назначен в комитет, которому было поручено подготовить новую форму правления. Он также был назначен губернатором округа Вестерботтен в 1719 году, но в том же году сменил пост на губернаторский в округе Коппарберг.
В 1720 году Стрёмфельд был возведен во дворянство, а в 1721 году его послали вторым министром для переговоров о мире в Ништадт. В 1723 году Стремфельт был назначен президентом Камерного колледжа. Был несколько раз по предложению маршала земли. В 1731 году он был назначен членом комитета секретаря. В 1736 году Стремфельт был назначен президентом Высокого суда Свеаланда, а в 1743 году председателем Высокого суда Турку.
Умер в Стокгольме в 1746 году.

## Семья
Стрёмфельд был женат на Анне Магдалене Таубе из Оденката.